# 肝付町立波野中学校
肝付町立波野中学校（きもつきちょうりつ なみのちゅうがっこう）は、鹿児島県肝属郡肝付町にある町立中学校。

## 概要
- 市町村合併で、肝付町が誕生する以前は、高山町立波野中学校であった。
- 平成18年5月1日現在の生徒数は41名で、各学年1学級の小規模校である。

## 沿革
1947年（昭和22年）に開校し、1994年（平成6年）4月1日に高山町立有明中学校を統合した。2005年（平成17年）7月1日に肝付町が発足し、それに伴い現在の校名となった。